# Jonathan Gallant
Jonathan Gallant (* 23. června 1976 Streetsville, Mississauga, Ontario, Kanada) je basistou kanadské punkrockové skupiny Billy Talent.

## Biografie
Jonathan Gallant se narodil 23. června 1976 v Streetsville, provincie Ontario, kde vyrůstal a také kde se od svých 12 let učil hrát na basovou kytaru. Jako všichni členové Billy Talent, i Jon chodil do školy Our Lady of Mount Carmel a v té době hrál v kapele To Each His Own spolu se svým spolužákem Benjaminem Kowalewiczem.
Ke kapele se později přidal i Aaron Solowoniuk. Zatímco pořád hrál v kapele Dragonflower, přidal se k nim Ian D'Sa, aby po několika letech společného hraní založili kapelu Pezz (v roce 1999 přejmenovanou na Billy Talent).
V době svého působení v Pezz Jon chodil na Humblerovu vysokou školu, kde studoval basový jazz.
Když později Jon zdokonalil svůj osobitý způsob hraní, kapela už měla nahrané dvě demo nahrávky a celé studiové album Watoosh! z roku 1998 bylo vlastně hotovo.

## Práce mimo kapelu
Několikrát také hrál se skupinou Kichen Party a Anti-Flag, zatímco pořád hrál s Pezz.

## Současnost
Jonathan Gallant je ženatý a chystá novou desku s Billy Talent.